# Fretterans
Fretterans – miejscowość i gmina we Francji, w regionie Burgundia-Franche-Comté, w departamencie Saona i Loara.
Według danych na rok 1990 gminę zamieszkiwało 318 osób, a gęstość zaludnienia wynosiła 31 osób/km² (wśród 2044 gmin Burgundii Fretterans plasuje się na 598. miejscu pod względem liczby ludności, natomiast pod względem powierzchni na miejscu 915.).